# Station Ciechanowice
Station Ciechanowice is een spoorwegstation in de Poolse plaats Ciechanowice.